# Земляниченко, Александр Вадимович
Александр Вадимович Земляниченко (род. 7 мая 1950, Саратов) — советский и российский фотожурналист, дважды лауреат Пулитцеровской премии (1992 и 1997). Заслуженный журналист Российской Федерации (2018).

## Биография
Родился 7 мая 1950 года в Саратове. В 1974 году окончил Саратовский политехнический институт по специальности «Инженерия».
Увлечение фотографией Земляниченко пришло ещё в школьные годы, а во времена студенчества он уже начал сотрудничать с разными изданиями на профессиональном уровне: сначала «Заря молодежи» (Саратов).
В 1980-е годы переехал в Москву, где работал фотокорреспондентом журнала «Ровесник», затем в штате газеты «Комсомольская правда». Фотограф также работал в журнале «Советский Союз», и журнале «Родина».
Снимает для агентства Ассошиэйтед Пресс с 1990 года. С конца 1990-х годов — руководитель фотослужбы (шеф-фотограф) московского бюро этого агентства. Находясь на руководящей должности, продолжает активно делать фоторепортажи.
Фотограф Кремлёвского пула.
Много путешествовал, снимая по всему Советскому Союзу, Ближнему Востоку, Европе и Соединённым Штатам.
Работы Земляниченко опубликованы в книге «Владимир Путин. Лучшие фотографии» в 2008 году.

## Награды и премии
- Заслуженный журналист Российской Федерации (27 декабря 2018 года) — за заслуги в развитии отечественной журналистики и многолетнюю плодотворную работу[2].
- Лауреат Пулитцеровской премии за новостную фотографию (1992 год) — за репортаж о московском путче 1991 года, совместно с Борисом Юрченко.
- Лауреат Пулитцеровской премии за художественную фотографию (1997 год) — за фотографии российского Президента Бориса Ельцина, танцующего на рок-концерте в честь его предвыборной кампании[3]).
- Лауреат премии World Press Photo в 1992 (за фотографию Бориса Ельцина во время предвыборной президентской кампании 1996 года).